# Katarina de Ricci
Sveta Katarina de Ricci (Firenca, 23. travnja 1522. – Prato, 2. veljače 1590.), talijanska dominikanka i svetica.

## Životopis

### Mladost
Rođena je 23. travnja 1522. u plemićkoj obitelji od oca Pierfranceska de Ricci i majke Katarine Ponzano. Na krštenju je dobila ime Aleksandra-Lukrecija. S 5 godina postala je siroče, te odlazi u samostan S. Pietro in Monticelli. 

### Redovnički život
Kada se zaredila za dominikanku, dobila je ime Katarina. Za vrijeme života dopisivala se s mnogim svecima tadašnjeg doba.Od veljače 1542., četvrtka u podne do petka u podne, na sebi je doživljavala Krisotvu muku dok je promatrala Muku Isusovu. Tada je zadobila Rane Isusove na rukama i nogama te Rane trnove krune, koje su joj na glavi ostale cijelog života. Slučaj je bio više puta uspitivan od službene crkvene komisije te je ustanovljeno da se ne radi o prijevari. Za svoju zajednicu sastavila je i "Kantik muke" (Cantico della Passione), koju su sestre pjevale svakoga petka u korizmi.
Katarina de Ricci umrla je 2. veljače 1590.

## Štovanje
Blaženom je proglašena 1732., a svetom 1746. Tijelo joj je ostalo neraspadnuto do danas.

## Vanjske poveznice
Ostali projekti
|  | Zajednički poslužitelj ima još gradiva o temi Katarina de Ricci |

Mrežna mjesta
- Katarina de Ricci, Nađosmo crveni i crvenkasti pobjednički znak, Isusa na križu (iz pisma B. Bonaccorsiju na Cvjetnicu 1554. godine), blog.dnevnik.hr/pogledunazad
- Florence M. Capes, St. Catherine de' Ricci. Her life, her letters, her community, archive.org (životopis i pisma sv. Katarine de Ricci) (engl.)